# It's Blitz!
Albums de Yeah Yeah Yeahs
Is Is
(2007) Mosquito
(2013)
It's Blitz! est le troisième album studio du groupe de musique new-yorkais Yeah Yeah Yeahs. Sa date de sortie, initialement prévue le 13 avril 2009, fut avancée au 9 mars 2009 pour sa version numérique et au 31 mars pour sa version physique, après qu'une version de celui-ci fut mise à disposition en téléchargement illégalement avant sa date de sortie initiale. L'album est sorti dans le reste du monde le 6 avril 2009, et le single « Zero » est quant à lui sorti le 24 février 2009. L'album est produit par Nick Launay (producteur, entre autres, de Nick Cave, Arcade Fire, Talking Heads, PiL), en collaboration avec le guitariste de TV on the Radio, David Andrew Sitek.
Rolling Stone Magazine classe cet album parmi les 50 plus grands albums de tous les temps catégorie "Women who rock".

## Liste des pistes
| Édition standard | Édition standard  | Édition standard | Édition standard | Édition standard | Édition standard | Édition standard | Édition standard | Édition standard | Édition standard |
| No               | Titre             | Durée            |                  |                  |                  |                  |                  |                  |                  |
| ---------------- | ----------------- | ---------------- | ---------------- | ---------------- | ---------------- | ---------------- | ---------------- | ---------------- | ---------------- |
| 1.               | Zero              | 4:25             |                  |                  |                  |                  |                  |                  |                  |
| 2.               | Heads Will Roll   | 3:41             |                  |                  |                  |                  |                  |                  |                  |
| 3.               | Soft Shock        | 3:53             |                  |                  |                  |                  |                  |                  |                  |
| 4.               | Skeletons         | 5:02             |                  |                  |                  |                  |                  |                  |                  |
| 5.               | Dull Life         | 4:08             |                  |                  |                  |                  |                  |                  |                  |
| 6.               | Shame and Fortune | 3:31             |                  |                  |                  |                  |                  |                  |                  |
| 7.               | Runaway           | 5:13             |                  |                  |                  |                  |                  |                  |                  |
| 8.               | Dragon Queen      | 4:02             |                  |                  |                  |                  |                  |                  |                  |
| 9.               | Hysteric          | 3:50             |                  |                  |                  |                  |                  |                  |                  |
| 10.              | Little Shadow     | 3:57             |                  |                  |                  |                  |                  |                  |                  |
| 41:49            |                   |                  |                  |                  |                  |                  |                  |                  |                  |

| Titres bonus de l'édition deluxe | Titres bonus de l'édition deluxe | Titres bonus de l'édition deluxe | Titres bonus de l'édition deluxe | Titres bonus de l'édition deluxe | Titres bonus de l'édition deluxe | Titres bonus de l'édition deluxe | Titres bonus de l'édition deluxe | Titres bonus de l'édition deluxe | Titres bonus de l'édition deluxe |
| No                               | Titre                            | Durée                            |                                  |                                  |                                  |                                  |                                  |                                  |                                  |
| -------------------------------- | -------------------------------- | -------------------------------- | -------------------------------- | -------------------------------- | -------------------------------- | -------------------------------- | -------------------------------- | -------------------------------- | -------------------------------- |
| 11.                              | Soft Shock (acoustique)          | 3:25                             |                                  |                                  |                                  |                                  |                                  |                                  |                                  |
| 12.                              | Skeletons (acoustique)           | 3:29                             |                                  |                                  |                                  |                                  |                                  |                                  |                                  |
| 13.                              | Hysteric (acoustique)            | 3:51                             |                                  |                                  |                                  |                                  |                                  |                                  |                                  |
| 14.                              | Little Shadow (acoustique)       | 2:53                             |                                  |                                  |                                  |                                  |                                  |                                  |                                  |
| 15.                              | Faces (exclusivité iTunes)       | 3:33                             |                                  |                                  |                                  |                                  |                                  |                                  |                                  |
| 16.                              | Clap Song (exclusivité iTunes)   | 3:26                             |                                  |                                  |                                  |                                  |                                  |                                  |                                  |
| 55:30                            |                                  |                                  |                                  |                                  |                                  |                                  |                                  |                                  |                                  |